# Ernesto Rodríguez
Ernesto Hernán Rodríguez Gómez est un ancien joueur désormais entraîneur espagnol de volley-ball né le 11 janvier 1969 à Córdoba (Argentine). Il mesure 1,91 m. Il totalise 371 sélections en équipe d'Espagne.

## Clubs

### Joueur
| Club           | De        | À         |
| -------------- | --------- | --------- |
| Son Amar Palma | 1987-1988 | 1990-1991 |
| CV Pòrtol      | 1991-1992 | 2002-2003 |

### Entraîneur
| Club       | De        | À         |
| ---------- | --------- | --------- |
| CV Pòrtol  | 2003-2004 | 2003-2004 |
| Club 15-15 | 2004-2005 | 2008-2009 |

## Palmarès

### Joueur
- Championnat d'Espagne (2)
  - Vainqueur : 1988, 1989
  - Finaliste : 1991
- Coupe du Roi (2)
  - Vainqueur : 1988, 1990
- Supercoupe du Roi (1)
  - Vainqueur : 1990

### Entraîneur
- Championnat d'Espagne féminin
  - Finaliste : 2008, 2009
- Supercoupe d'Espagne féminine
  - Finaliste : 2008